# DF-4
El misil Dong Feng 4 (en chino 东风导弹, literalmente viento del este), fue un misil balístico chino de alcance medio desarrollado a mediados de los años 1960. Entró en servicio en 1970. Fue desarrollado con el objetivo de construir un misil capaz de llevar una ojiva nuclear hasta Guam, lo que se consiguió añadiendo una segunda etapa a los DF-3. El DF-4 sería la base sobre la que construir el Larga Marcha 1.

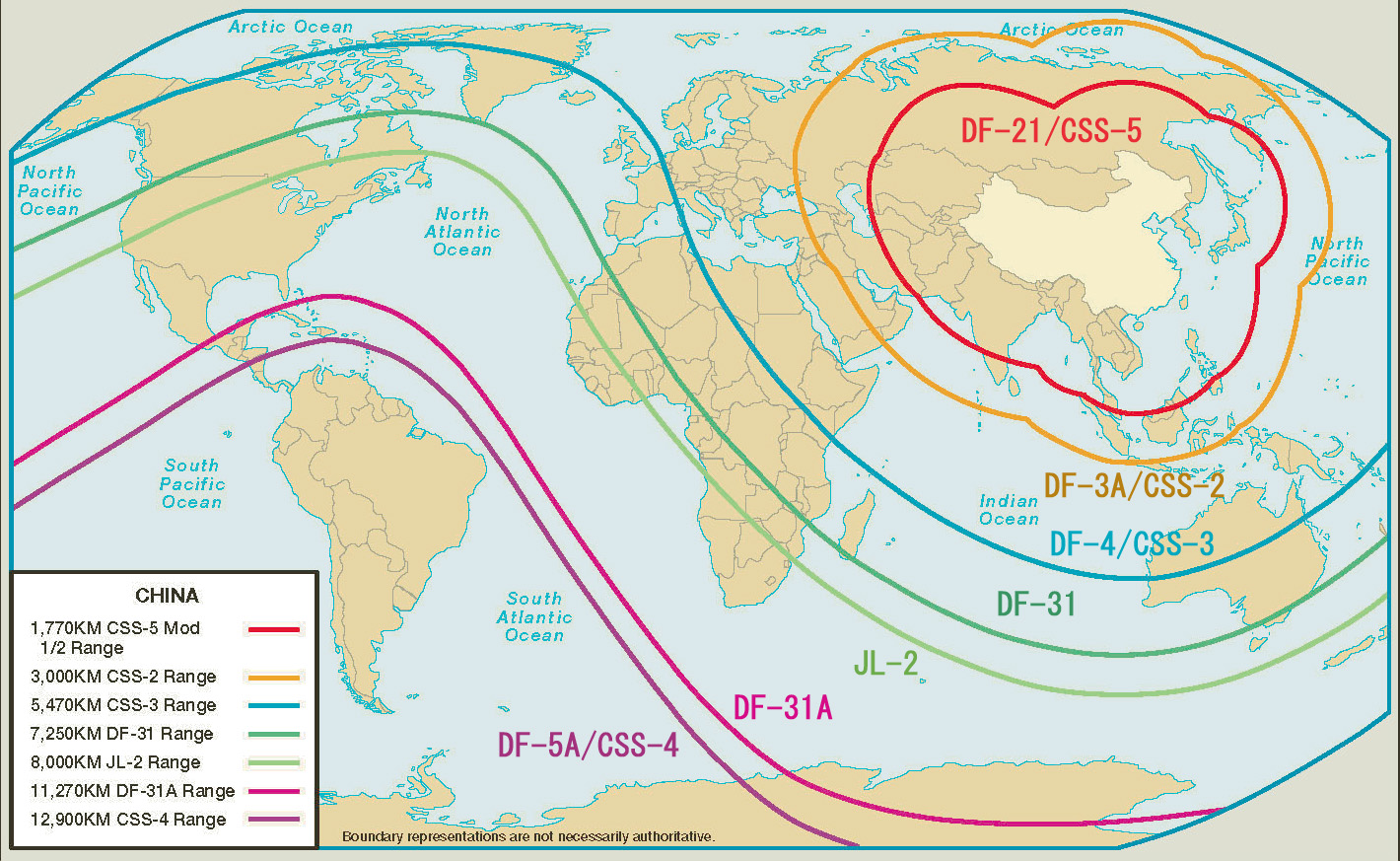
Alcance de algunos misiles chinos, entre ellos el DF-4.

## Historia desarrollo
Después de la interrupción de la colaboración sino-soviética, China continuo por su cuenta el desarrollo de misiles balísticos y cohetes. Basado en el misil Dongfeng-1, se desarrolló el misil balístico de mediano alcance Dongfeng-2. A través del aumento gradual, se desarrolló el misil balístico de largo alcance Dongfeng-3. También está previsto desarrollar un tipo de misil balístico de largo alcance y medio alcance.
En 1963, el "Plan decenal de ciencia y tecnología de defensa" (国防科技十年规划) propuso que la segunda fase del camino desarrollaría misiles tierra-tierra intercontinentales con de cohetes de etapas múltiples. En la planificación temporal para conseguir los misiles balísticos intercontinentales, los diseñadores piensan abarcan, desde misiles de medio alcance tanto a los misiles balísticos intercontinentales, el centro debería ser un nivel técnico, se prevé que los misiles de medio alcance desarrollado basándose en una prueba de cohete de dos etapas como transición, para resolver la tecnología de cohetes de etapas múltiples de los misiles intercontinentales. Este modelo ha sido ligeramente mejorado para servir como vehículo de lanzamiento de satélites. Este es el cohete de prueba de etapas múltiples (con nombre en código "SDF-4"). A principios de 1964, Liu Wei y Zhang Wei, de la Quinta Rama del Ministerio de Defensa Nacional de China, presidieron el enfoque técnico para el desarrollo de misiles tierra-tierra de mediano y largo alcance, y se propuso romper la tecnología de cohetes de etapas múltiples mediante el desarrollo de este modelo. La investigación inicial básica sobre cohetes de múltiples etapas también ha comenzado. En ese momento, se propuso centrarse en la conexión y separación del misil de dos etapas, el control de actitud de la sección de transición de separación y el encendido a gran altitud del motor. En el otoño de 1964, el Comité Central y el Estado Mayor declararon claramente que se debería desarrollar un misil estratégico de largo alcance lo antes posible para satisfacer las necesidades de los cambios repentinos en la situación internacional. De esta manera, el proyecto evolucionó desde el desarrollo de cohetes de prueba de múltiples etapas hasta el desarrollo de un nuevo tipo de misil estratégico de mediano y largo alcance.
El Ministerio de Defensa Nacional, la Quinta Rama del Ministerio de Defensa Nacional, realizó una investigación sobre los enfoques técnicos que deberían adoptarse para desarrollar tales misiles. A fines de 1964, se propusieron dos esquemas: el primero consistía en desarrollar una segunda etapa, basada en misiles de medio alcance, con una ligera modificación como la primera etapa, y luego usar el motor de un solo tubo de misiles de mediano alcance como diseño de la unidad de potencia. Un misil de dos etapas; la segunda opción es desarrollar directamente misiles de largo alcance e intercontinentales, es decir, diseñar un misil de dos etapas de gran diámetro con diferentes pesos de ojivas, teniendo en cuenta los rangos de largo alcance e intercontinentales. A principios de diciembre de ese año, el subdirector, Tu Shouqi, señaló en su informe al Quinto Instituto que la sucursal prefería el primer plan, creía que las tecnologías clave de este programa no eran muchas y que podían hacer uso completo de los resultados y el equipo de proceso de los misiles de mediano alcance. Progreso, para lograr el objetivo de desarrollar misiles de largo alcance lo antes posible y realizar el lanzamiento de satélites artificiales.
Del 3 al 4 de febrero de 1965, la décima reunión del Comité Central del Comité Central confirmó que los cinco ministerios del Ministerio de Defensa Nacional (que se había formado en el Séptimo Ministerio de Industria de Maquinaria) demostraron la organización de misiles de mediano y largo alcance y presentaron un informe. Con este fin, una rama (rebautizada como el Primer Instituto de Investigación del Departamento de las Siete Máquinas) movilizó a las masas para llevar a cabo una discusión importante sobre el desarrollo de misiles tierra-tierra. La gran discusión comenzó el 18 de febrero y terminó el 7 de marzo, con una duración de 18 días. Zhou Enlai nombró a Zhao Erlu, subdirector de la Oficina de la Industria de Defensa Nacional, para participar en el seminario. El seminario escuchó opiniones de varios sectores, propuso planes de desarrollo para los próximos años y demostró los enfoques técnicos de algunos modelos de misiles. En ese momento, todas las partes creían que se debería desarrollar un cohete de prueba de mediano y largo alcance, pero aún es controvertido si es un modelo separado. En el enfoque técnico de este cohete, el sistema de control adopta el esquema de guía de ajuste de posición, el instrumento inercial adopta la tecnología de flotación de aire, el dispositivo de cálculo utiliza el esquema digital, el sistema de actitud utiliza el giroscopio de velocidad, el timón de gas y adopta el esquema de prueba automática.
En marzo de 1965, China decidió oficialmente desarrollar el misil balístico de largo alcance Dongfeng-4 en respuesta a patrullas de submarinos nucleares estadounidenses, que comenzaban a operar desde Guam. Originalmente se diseñó para llegar a la base estadounidense en Guam, pero luego se modificó para aumentar su alcance a 4.750 km, para llegar también a Moscú.
Del 8 al 9 de marzo de 1965, el Comité Permanente del Comité del Partido del Primer Departamento del Séptimo Departamento de Máquinas determinó que los misiles de alcance intermedio se incluyeron en el plan de desarrollo como un modelo independiente. Las razones son: primero, técnicamente puede atravesar la tecnología de los cohetes de dos etapas para misiles intercontinentales; segundo, puede cubrir el área entre misiles de alcance medio y misiles intercontinentales en uso militar, y también puede mejorarse ligeramente para el lanzamiento de satélites artificiales; tercero, puede ser desarrollados dos años antes que los misiles intercontinentales.
El 11 de marzo de 1965, el Comité del Primer Partido informó sobre el "Plan de desarrollo de misiles tierra-tierra" (el plan "Ocho años y cuatro bombas"), que estipulaba que los misiles Dongfeng-4 de alcance intermedio deberían adoptar un diseño de dos niveles, utilizando el misil de alcance medio Dongfeng n.º 3 como primera etapa. El motor secundario de un solo tubo está equipado con una boquilla de gran altitud. La tecnología clave es: la separación entre etapas del cohete de dos etapas, el encendido a gran altitud del motor del cohete de segunda etapa, la mejora de la precisión del giroscopio y el acelerómetro giroscópico, y los indicadores técnicos tácticos como el alcance y la precisión del misil Dongfeng-4. El plan "Ocho años y cuatro bombas" estudió y planeó sistemáticamente el desarrollo de misiles estratégicos desde 1965 hasta 1972, y estableció disposiciones claras de la combinación de dos misiles con misiles de alcance intermedio y misiles intercontinentales. El plan tiene en cuenta las necesidades de construcción de defensa nacional; el desarrollo a largo plazo de la tecnología espacial de China; la viabilidad técnica y la resistencia económica.

## Fabricación
El 20 de marzo de 1965, la undécima reunión del Comité Central aprobó el plan en principio, exigiendo que los misiles de mediano y largo alcance comiencen las pruebas de vuelo en 1969 y finalicen en 1971. En mayo de 1965, el Comité Central aprobó el desarrollo de misiles tierra a tierra de mediano y largo alcance. El Departamento de Siete Máquinas determinó que Ren Xinmin llevó a cabo este trabajo de desarrollo. Desde entonces, Dongfeng-4 ha comenzado oficialmente el desarrollo como un modelo de misil independiente. El misil se produce en la fábrica n.º 211 Capital Astronautics Co. (首都 航天 机械 公司), también conocida como Capital Machine Shop (首都 机械 厂).

## Descripción
El misil es, de hecho, un DF-3 con una etapa superior adicional, para proporcionar la potencia necesaria para impulsar su carga útil a un alcance de más de 5.500 km. Las primeras pruebas de este sistema se llevaron a cabo en noviembre de 1970 y 1971 del distrito Jianshui (Chingyu) a un área de impacto se encuentra 3800 km de distancia. El 30 de enero de 1970 se probó satisfactoriamente. Otras pruebas, así como un despliegue operativo, se pospusieron durante varios años. Las primeras pruebas indican claramente que los chinos poseían un misil capaz de alcanzar muchas la parte europea de Rusia, pero solo una cantidad muy limitada de misiles se puso en funcionamiento. En 1972, la inteligencia estadounidense cree que este sistema podría llegar a su capacidad operativa inicial (IOC) en 1974 o 1975. El despliegue finalmente comenzó entre 1975 y 1976, pero solo cuatro misiles eran operativos hasta 1984, algunos informes incluso declaran que realmente no tenían una ojiva nuclear sino una masa inerte.
El Departamento de Defensa de los Estados Unidos estima que el misil continuará sirviendo como disuasivo nuclear local hasta que sea completamente reemplazado por el misil DF-31. Este misil traerá una ganancia de capacidad significativa para el segundo cuerpo de artillería: tiene un alcance de 11,700 km, en comparación con el "único" alcance de 7,000 km del DF-4, y se puede mover a través de las pistas ferrocarriles o carreteras. Por lo tanto, será mucho más difícil eliminarlo por un enemigo potencial, en comparación con el DF-4 que está en silos y cuyas posiciones son bien conocidas.
China hizo un disparo de prueba del DF-4 en 29 de agosto de 2002. El misil fue vigilado por el servicio de inteligencia de los EE. UU., Ya que fue disparado desde un sitio de prueba en el sur de China a un área remota en el noroeste del país. A mediados de 2002, se estimó que China poseía alrededor de 20 misiles, lo que el Departamento de Defensa de los Estados Unidos informa de 2005 y 2006 parece confirmar.
El misil DF-4, en desarrollo, también sirvió como punto de partida para el desarrollo del lanzador ligero Larga Marcha 1, capaz de colocar una carga de 500 kg en órbita terrestre baja. Fue con este lanzador que China envió su primer satélite en el espacio, el Dong Fang Hong 1 ("El Este es rojo"), el 24 de abril de 1970.
Es reemplazado por el DF-21 y DF-26 desde finales de 2010.

## Características
El DF-4 es un misil de dos etapas, cuyos motores emplean propulsores líquidos, una mezcla de ácido nítrico y dimetilhidrazina asimétrica (UDMH). El empuje máximo producido en el despegue es de 1,224 kN (aproximadamente 124.8 toneladas de empuje) para un peso total de 82 toneladas. Su longitud es de 28.50 m con un diámetro de 2.25 m y una envergadura de 2.74 m. Su alcance máximo, cuando está equipado con una carga militar de 2 190 kg, es de 5 500 km, lo que le permite atacar objetivos ubicados en Guam, India o en el Medio Oriente con una potencia de 3.3 MT. Es guiado por una única plataforma inercial, que le da una precisión relativa, con un error circular probable (CEP) de aproximadamente 1500 m. Debido a su precisión relativamente pobre, solo puede usarse contra los llamados "objetivos blandos", como centros de población, complejos industriales, instalaciones portuarias y cruces ferroviarios. Los expertos de la OTAN lo consideran como un arma de segundo ataque. 
Se han desarrollado dos versiones del misil: una primera versión, almacenada en hangares, se mueve en un carro para ser erigida en el exterior antes de disparar, mientras que la segunda versión, lanzada desde silos subterráneos, surge verticalmente del suelo. antes de ser lanzado.
Muchos de estos misiles están protegidos en túneles excavados en las altas montañas, de donde salen justo antes del lanzamiento. Deben estar a la intemperie y llenarse de combustible antes de disparar, una operación que tomaría aproximadamente dos horas. Los chinos llaman a este método "chu men fang pao", que significa "hacer estallar un petardo frente a la puerta".

## Especificaciones
- Empuje en despegue: 1224 kN
- Masa total: 82.000 kg
- Diámetro del cuerpo principal: 2,25 m
- Longitud total: 28,05 m
- Envergadura: 2,74 m
- Ojiva: 2.190 kg
- Alcance máximo: 4.760 km (2.810 km para el DF-2A)
- Propulsión: ácido nítrico y UDMH
- Guía: inercial